# Lagenandra erosa
Lagenandra erosa là một loài thực vật có hoa trong họ Ráy (Araceae). Loài này được de Wit mô tả khoa học đầu tiên năm 1978.